# Baptistkyrkan, Hjo
Baptistkyrkan i Hjo är en tidigare kyrkobyggnad i Hjo, som tillhörde Equmeniakyrkan.
Baptistkyrkan uppfördes 1922 i en tidstypisk enkel frikyrkoarkitektur med fasader med karaktäristiska spetsbågefönster. Byggnaden, som har en stor sal för upp till 95 personer, är tillbyggd med en låg byggnadskropp i gult tegel. 
Byggnaden används numera för uthyrning för evenemang.